# Ladoeiro
Ladoeiro é uma povoação portuguesa sede da Freguesia de Ladoeiro do Município de Idanha-a-Nova, freguesia com 63,28 km² de área e 1053 habitantes (censo de 2021), tendo, por isso, uma densidade populacional de 16,6 hab./km².
A origem do nome atribui-se ao facto de no passado ser uma zona de "lodeiros" e charcos abundantes. O seu nome original terá sido Esporão. No reinado de D. João III (1541) chegou a ser sede de concelho.

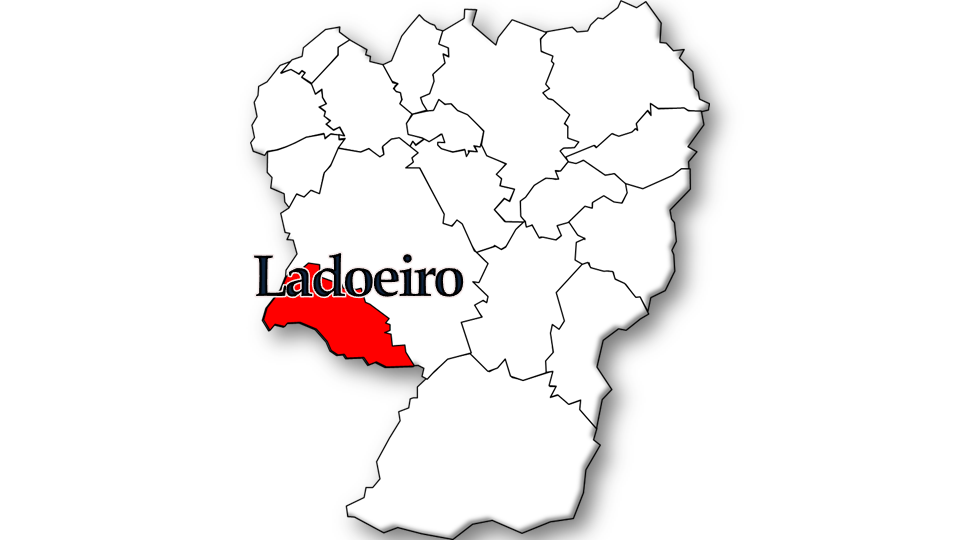
Localização no Município de Idanha-a-Nova

## Demografia
A população registada nos censos foi:
| Ano  | 0-14 Anos | 15-24 Anos | 25-64 Anos | > 65 Anos |
| 2001 | 173       | 169        | 637        | 407       |
| 2011 | 128       | 130        | 580        | 452       |
| 2021 | 86        | 82         | 492        | 393       |

## Património
- Ponte da Munheca[8]
- Fonte Grande, com as armas de D. Sebastião de 1571.[4]
- Capelas do Espírito Santo e da Misericórdia
- Cruzeiros

## Coletividades
- ACDL – Associação Cultural e Desportiva do Ladoeiro
- Associação de Caça e Pesca “O Triângulo”
- Associação Raia dos Sonhos
- Associação do Rancho Folclórico do Ladoeiro
- MASCAL – Movimento de Apoio e Solidariedade Colectiva ao Ladoeiro
- Clube de Caça e Pescas do Ladoeiro
- Clube de Praticantes de Outdoor “Ar Livre”
- ARBI – Associação de Regantes e Beneficiários de Idanha
- Terras da Raia